# 柘植与一
柘植 与一 （つげ よいち / ともかず、天文10年（1541年） - 慶長14年7月20日（1609年8月19日））は、戦国時代の武将。通称与八郎、左京亮、大炊助。名字は織田や津田、諱は與一（与一の異体字）とも記される。犬山城城主 。室は坪内宗之こと前野自勝の娘。

## 略歴
織田信康の6男として生まれ（父は織田信益（與康）とも）、後に柘植玄蕃の養子となる 。はじめ織田信長に仕えるも、本能寺の変後に豊臣氏の家臣となった。
慶長5年（1600年）、関ヶ原の戦い後に豊臣秀頼の使者として徳川家康の元を訪れ謝罪した。
慶長14年（1609年）7月20日死去。享年69。

## 人物
千利休に茶を学んだ。